# Albert Servais

Albert Servais

Albert Servais (* 26. Februar 1887 in Aachen; † 27. Oktober 1974 ebenda) war ein deutscher Politiker (Zentrum).

## Leben
Albert Servais besuchte die Volksschule. Es folgte die Ausbildung zum leitenden Beamten in der Reichssozialversicherung. Danach arbeitete er als Versicherungsangestellter. Bis 1917 amtierte Servais als stellvertretender Verwaltungsdirektor der Allgemeinen Ortskrankenkasse Aachen. Von 1917 bis 1923 fungierte er als Verbandsdirektor des Krankenkassenverbandes für den Regierungsbezirk Aachen und als Verbandsdirektor der Krankenkassen für die Rheinprovinz.
Nach dem Ersten Weltkrieg begann Servais sich verstärkt in der katholischen Zentrumspartei zu betätigen. Der Schwerpunkt seiner Tätigkeit lag dabei zunächst auf kommunalpolitischen Gebiet. In seiner Heimatstadt Aachen war er insgesamt zehn Jahre lang Stadtverordneter. 1923 wurde Servais Beigeordneter, 1928 Bürgermeister (Erster Beigeordneter) der Stadt Aachen. Daneben gehörte er seit Januar 1922 dem Rheinischen Provinziallandtag als ordentliches Mitglied und von 1929 bis April 1933 dem Preußischen Staatsrat als stellvertretendes Mitglied an. Im September 1930 wurde Servais als Kandidat des Zentrums für den Wahlkreis 20 (Köln-Aachen) in den Reichstag gewählt, dem er bis zum Juli 1932 angehörte.
Nach der Machtergreifung der Nationalsozialisten wurde Servais am 2. Juli als Erster Beigeordneter und Stadtkämmerer seiner Heimatstadt beurlaubt und zum 1. September 1933 auf Grund des Gesetzes zur Wiederherstellung des Berufsbeamtentums in den Ruhestand versetzt. Anschließend war er Geschäftsführer der 1933 neu gegründeten Kur- und Badegesellschaft GmbH in Aachen. Servais ist in einer im Juni 1939 entstandenen SD-Übersicht „Erfassung führender Männer der Systemzeit (Konfessionelle Parteien)“ verzeichnet. Den SD-Angaben zufolge war Servais Mitglied der NSDAP, sei aber „heute noch katholisch gebunden.“ Nach Angaben seines Sohnes war Servais nie NSDAP-Mitglied, sei allerdings zeitweise förderndes Mitglied der SS gewesen. Durch die vorzeitige Pensionierung und das gekürzte Ruhegehalt sei Servais gezwungen gewesen, sein Haus zu verkaufen, so der Sohn. Am 23. August 1944 wurde Servais im Rahmen der „Aktion Gitter“ verhaftet und für zwei Tage in die Messehallen Köln-Deutz, damals ein KZ-Nebenlager, eingewiesen.
1946 wurde Servais von der Aachener Stadtvertretung auf zwölf Jahre zum ersten Oberstadtdirektor der Stadt in der Nachkriegszeit gewählt. Im Jahr 1949 gehörte er zu den Mitbegründern der „Gesellschaft zur Verleihung des Internationalen Karlspreises der Stadt Aachen“ (Karlspreisgesellschaft), die bis heute den von Kurt Pfeiffer initiierten Karlspreis der Stadt Aachen vergibt. Darüber hinaus war Servais der erste Nachkriegspräsident des Aachen-Laurensberger Rennvereins, der jährlich das CHIO Aachen veranstaltet.

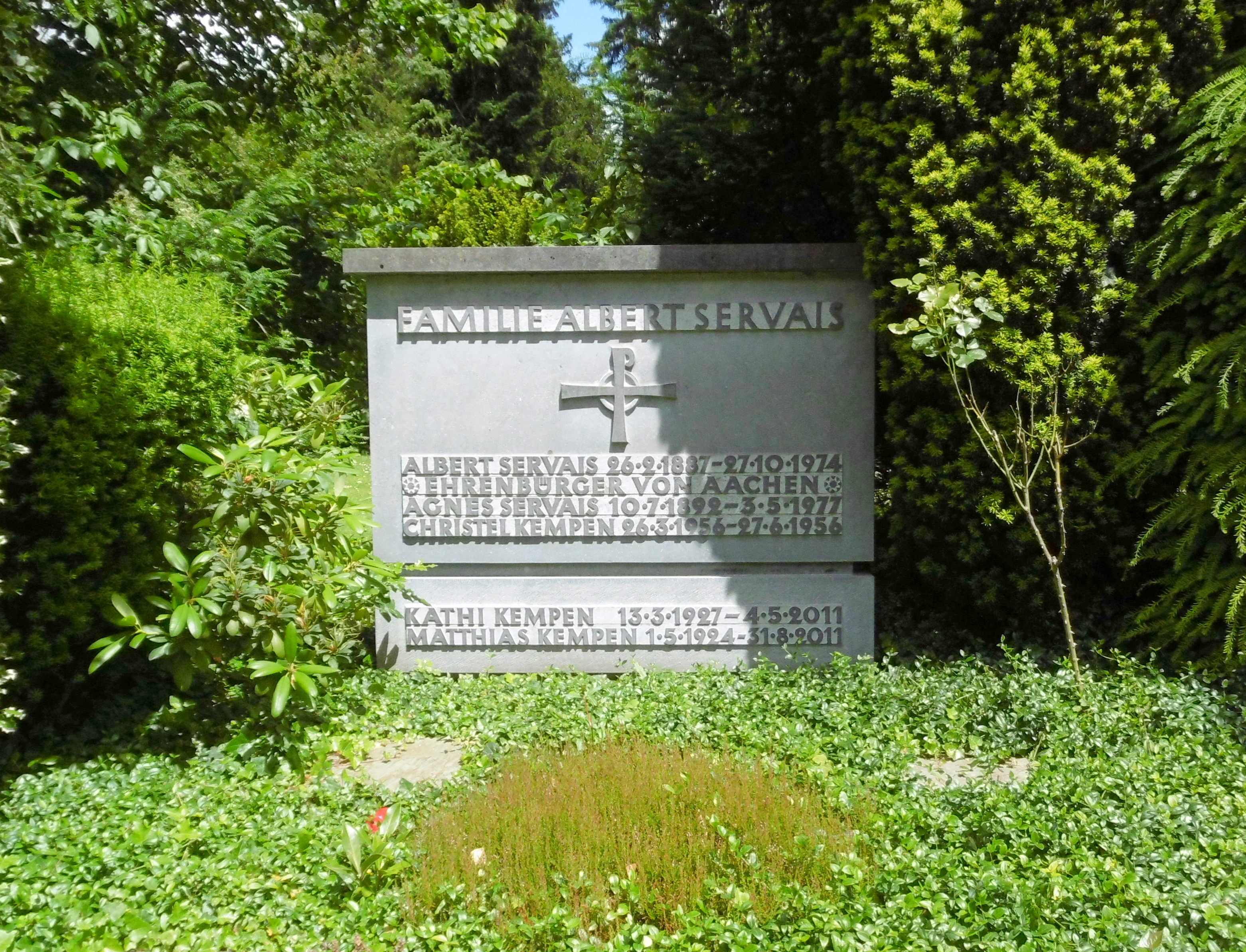
Grabstätte Servais

1956 wurde er von Kardinal-Großmeister Nicola Kardinal Canali zum Ritter des Ritterordens vom Heiligen Grab zu Jerusalem ernannt und am 29. April 1956 durch Erzbischof Lorenz Jaeger, Großprior der deutschen Statthalterei, investiert. Er gehörte der Komturei Carolus Magnus  in Aachen an.
Albert Servais fand seine letzte Ruhestätte auf dem Westfriedhof II in Aachen.

## Auszeichnungen
- Großes Bundesverdienstkreuz (1954)
- Ritterschlag zum Ritter vom Heiligen Grab zu Jerusalem (1956)
- Ehrenbürger von Aachen (1974)

## Ehrungen
Heute erinnert unter anderem die nach ihm benannte Albert-Servais-Allee in seiner Heimatstadt an ihn. Das Gebäude der medizinischen Klinik II der städtischen Krankenanstalten in Aachen an der Goethestraße trug den Namen Albert-Servais-Haus, wurde aber nach dem Umzug der Klinik in das neue Universitätsklinikum Aachen im November 1989 abgerissen.

## Schriften
- Bad Aachen. Westlichstes Kultur- und Wirtschaftszentrum Deutschlands, 1952.